# Деряпа, Николай Романович
Николай Романович Деряпа (1923—1996) — советский учёный-медик, терапевт, организатор здравоохранения и медицинской науки, доктор медицинских наук (1970), профессор (1976), полковник медицинской службы (1970). Член-корреспондент АМН СССР (1975). Лауреат Государственной премии СССР (1987).

## Биография
Родился 25 января 1923 года в селе Красное Батуринского района Черниговской области Украинской ССР.
С 1943 по 1948 годы проходил обучение в Военно-медицинской академии имени С. М. Кирова. С 1948 по 1954 год служил в частях ВМФ СССР военным врачом на Черноморском и Тихоокеанском флотах.
С 1954 по 1956 год обучался в адъюнктуре по кафедре военной терапии, с 1956
по 1975 год — адъюнкт, преподаватель и старший преподаватель кафедры военной терапии Военно-медицинской академии имени С. М. Кирова, одновременно с педагогической занимался и научно-исследовательской деятельностью: с 1960 по 1962 и с 1964 по 1966 год в составе советских учёных-полярников был участником двух антарктических экспедиций, в качестве терапевта занимался исследованиями в области проблем адаптации человека в Антарктиде и приспособляемости к среде.
С 1975 по 1980 год — заместитель председателя, с 1980 по 1985 год — главный учёный секретарь Президиума Сибирского отделения АМН СССР, одновременно с 1975 по 1988 год — заведующий Лабораторией гелиоклиматопатологии Института клинической и экспериментальной медицины СО АМН СССР. С 1988 по 1996 год – главный специалист Санкт-петербургского филиала Института истории естествознания и техники имени С. И. Вавилова РАН.
В 1956 году Н. Р. Деряпа защитил диссертацию на соискание учёной степени кандидата медицинских наук, а в 1970 году — диссертацию на соискание учёной степени доктора медицинских наук по теме «Акклиматизация человека в Антарктиде». В 1976 году Н. Р. Деряпе было присвоено учёное звание профессора. В 1975 году он был избран член-корреспондентом АМН СССР. В 1970 году ему было присвоено воинское звание полковника медицинской службы.
В 1987 году Постановлением ЦК КПСС и Совета Министров СССР «За развитие отечественной медицинской географии» Николай Романович Деряпа был удостоен Государственной премии СССР.
Основная научно-педагогическая деятельность Н. Р. Деряпы была связана с вопросами в области медицинской магнитологии, космической антропоэкологии, климатопатологии и климатофизиологии, изучения проблем адаптации человека в условиях крайнего севера и высоких широтах. Н. Р. Деряпа являлся автором 272 научных трудов, в том числе и восьми монографий, под его руководством было подготовлено 17 докторских и кандидатских диссертаций.
Скончался 18 июля 1996 года в Санкт-Петербурге.

## Основные труды
- Природа Антарктики и акклиматизация человека / Акад. наук СССР. Геогр. о-во СССР. - Москва ; Ленинград : Наука. [Ленингр. отд-ние], 1965 г. — 156 с.
- Вопросы медицинской географии Арктики и Антарктики: Материалы симпозиума, 1968 г. / Отв. ред. Н. Р. Деряпа; Геогр. о-во СССР. - Ленинград: 1972 г. — 117 с.
- Человек в Антарктиде / Н. Р. Деряпа, А. Л. Матусов, И. Ф. Рябинин. - Ленинград : Медицина. Ленингр. отд-ние, 1975 г. — 183 с.
- Адаптация человека в полярных районах Земли / Н.Р. Деряпа, И.Ф. Рябинин. - Ленинград : Медицина. Ленингр. отд-ние, 1977 г. — 295 с.
- Проблемы организации массовых профилактических осмотров на промышленном предприятии : Науч. тр. / АМН СССР, Сиб. отд-ние; Редкол.: Н. Р. Деряпа (отв. ред.) и др. - Новосибирск : СО АМН СССР, 1980 г. — 85 с.
- Эколого-гигиенические и клинические вопросы жизнедеятельности человека в условиях Севера : Материалы конф. / Редкол.: Н. Р. Деряпа и др. - Новосибирск: 1981 г. — 189 с.
- Физиологические и клинические аспекты адаптации систем кровообращения и дыхания на Крайнем Севере : Науч. тр. / АМН СССР, Сиб. отд-ние; Отв. ред. Н. Р. Деряпа. - Новосибирск : СО АМН СССР, 1981 г. — 70 с.
- Экологические проблемы человека в регионе Крайнего Севера / АМН СССР, Сиб. отд-ние; Отв. ред. Н. Р. Деряпа. - Новосибирск : СО АМН СССР, 1981 г. — 124 с.
- Проблемы освоения лекарственных ресурсов Сибири и Дальнего Востока : Тез. докл. всесоюз. конф., 18-20 окт. 1983 г., Новосибирск / Редкол.: Н. Р. Деряпа (отв. ред.) и др. - Новосибирск: 1983 г. — 276 с.
- Проблемы медицинской биоритмологии / Н. Р. Деряпа, М. П. Мошкин, В. С. Посный. - М. : Медицина, 1985 г. — 207 с.
- Биоритмы. Космос. Труд / В. С. Новиков, Н. Р. Деряпа; Рос. акад. наук. - СПб. : Наука : С.-Петербург. отд-ние, 1992 г. — 252 с. — ISBN 5-02-025885-1

## Награды и премии
- Орден Красной Звезды (30.12.1956)
- Медаль «За боевые заслуги» (21.08.1953)
- Медаль «За победу над Германией в Великой Отечественной войне 1941—1945 гг.» (18.03.1946[6])

### Премии
- Государственная премия СССР (1987)